# Кісанту
Кісанту — місто в західній частині Демократичної Республіки Конго, розташоване на південний захід від Кіншаси, на річці Інкісі. Воно відоме своїм великим собором і ботанічними садами, які включають дендрарій з місцевих дерев.
Історія міста Кісанту не дуже добре відома. За деякими джерелами, місто було засноване у 1893 році як місіонерська станція католицької церкви. У 1901 році тут було побудовано великий собор Святого Петра і Павла. У 1902 році тут було відкрито ботанічний сад, який став одним з найбагатших у центральній Африці. У 1960 році Конго отримало незалежність від Бельгії і Кісанту стало частиною нової держави.